# Сибирячка (фильм)
«Сибиря́чка» — советский двухсерийный фильм киностудии «Мосфильм», снятый режиссёром Алексеем Салтыковым в 1972 году. Премьера фильма состоялась 5 марта 1973 года.

## Сюжет
Молодой инженер Мария Одинцова становится руководителем райкома партии в сибирском районе, где правительство страны приняло решение построить крупную ГЭС. У неё и начальника строительства Добротина имеются разные взгляды на то, как при строительстве сохранить природу края...

## В ролях
| Актёр             | Роль                                        |
| ----------------- | ------------------------------------------- |
| Валерия Заклунная | Мария Сергеевна Одинцова                    |
| Евгений Матвеев   | Добротин, начальник строительства ГЭС       |
| Роман Громадский  | Алексей Бокарев                             |
| Ольга Прохорова   | Катя Лопарёва                               |
| Римма Маркова     | Безверхая                                   |
| Софья Пилявская   | Лидия Семёновна, мать Марии Одинцовой       |
| Валентина Мороз   | Тамара                                      |
| Борис Кудрявцев   | Филимонов, председатель колхоза             |
| Сергей Курилов    | Пётр Кириллович                             |
| Фёдор Одиноков    | шофер Миронов                               |
| Анатолий Елисеев  | Вася Атаманчик, шофёр                       |
| Буда Вампилов     | Геннадий Гаврилович Томбасов, майор милиции |

## Съёмочная группа
- Алексей Салтыков — режиссёр
- Афанасий Салынский — сценарист
- Геннадий Цекавый, Виктор Якушев — операторы
- Андрей Эшпай — композитор
- Стален Волков — художник
- Александр Ренков — оператор комбинированных съёмок
- Зоя Морякова — художник комбинированных съёмок

## Награды
Евгений Матвеев, сыгравший одну из главных ролей в фильме, по итогам конкурса журнала «Советский экран» назван лучшим актёром 1974 года (фильмы «Высокое звание» и «Сибирячка»).